# 215
215是214與216之間的自然數。

## 數學性質
- 合數，正因數有1、5、43和215。
質因數分解為{\displaystyle 5\times 43}。
- 虧數，真因數和為49，虧度為166。
- 不尋常數，大於平方根的質因數為43。
- 第71個半質數。前一個為214、下一個為217。
- 無平方數因數的數。
- 第100個十进制的等數位數。前一個為213。
- {\displaystyle 215=(3!)^{3}-1}
- 以6進位表示時為555，是純位數。
- 215 是可以使{\displaystyle n^{2}-17}為一平方數2倍的第二小整數（最小的是5）{\displaystyle 215^{2}-17=2\times 152^{2}\,}.[1]。
- 有215種方式可以選擇並排列四個整數（允許重複），使其倒數的和為1[2]。此215種方式為
  - (2,3,7,42)、(2,3,8,24)、(2,3,9,18)、(2,3,10,15)、(2,4,5,20)及(2,4,6,12)各有24種排列方式。
  - (3,3,4,12)、(3,4,4,6)、(2,3,12,12)、(2,4,8,8)及(2,5,5,10)各有12種排列方式。
  - (3,3,6,6)有6種排列方式。
  - (2,6,6,6)有4種排列方式。
  - (4,4,4,4)有1種排列方式。